# フリカッセ

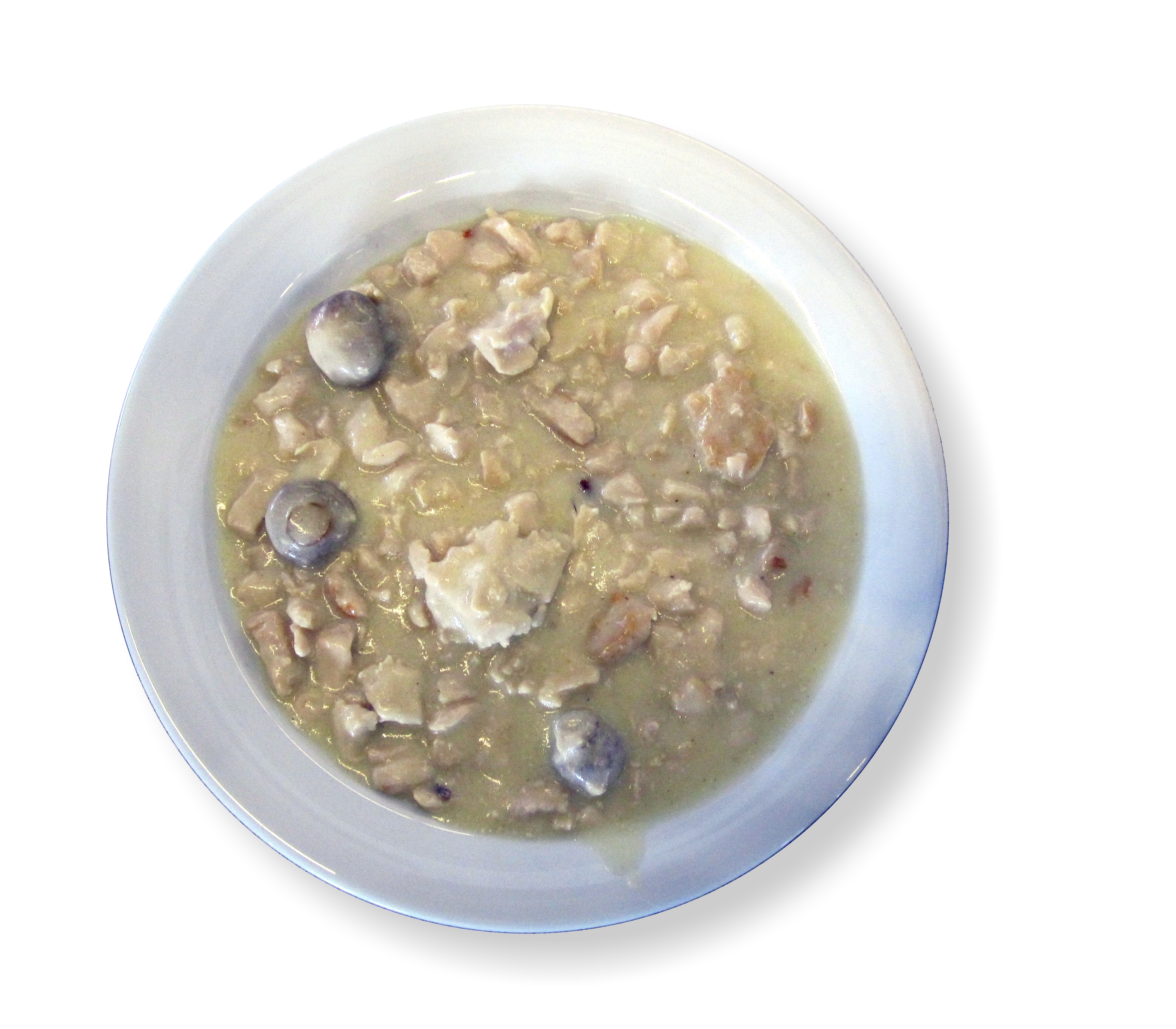
鶏肉とキノコとカリフラワーのフリカッセ

フリカッセ（フランス語: fricassée）はフランスの煮込み料理の一種。

## 概要
フランスのメーヌ地方の伝統料理である。
日本語ではブランケットともどもクリームシチューと評されることもある。肉類とタマネギなどの野菜を一緒に炒めてから、コンソメやブイヨンで味付けして煮込み、生クリームを加えて仕上げた料理である。
今日では、鶏肉を用いたフリカッセの知名度が高いが、ウサギ肉や山羊肉も使われていた。また、白身魚、エビ、ホタテといった魚介類のフリカッセもある。
フリカッセは「白い煮込み」の意味であり、炒めることを意味するfrireと細かく切ることを意味するcasserの複合語が語源であるとされる。
古代ギリシャの喜劇作家アリストファネスの作品「女の議会」には、「ありとあらゆる種類の食材を含んだ料理」（鯔、脳髄、酢、蜂蜜、ピクルス、骨髄、アニス酒などの17種類からなる煮込み料理）として登場している。

## 類似料理との違い
似たような料理にブランケットやシチュー（クリームシチュー）がある。今日ではブランケットとフリカッセに大きな違いはないとされる。
言葉の元としては、フリカッセは上述のように食材を炒めてから煮込むのに対し、ブランケットは炒めずに煮込むといった違いがある。
またクリームシチューとの違いも、食材を炒めてから煮込むのがフリカッセで、クリームシチューは炒めずに煮込むと説明される。